# Dorfkirche Banzkow

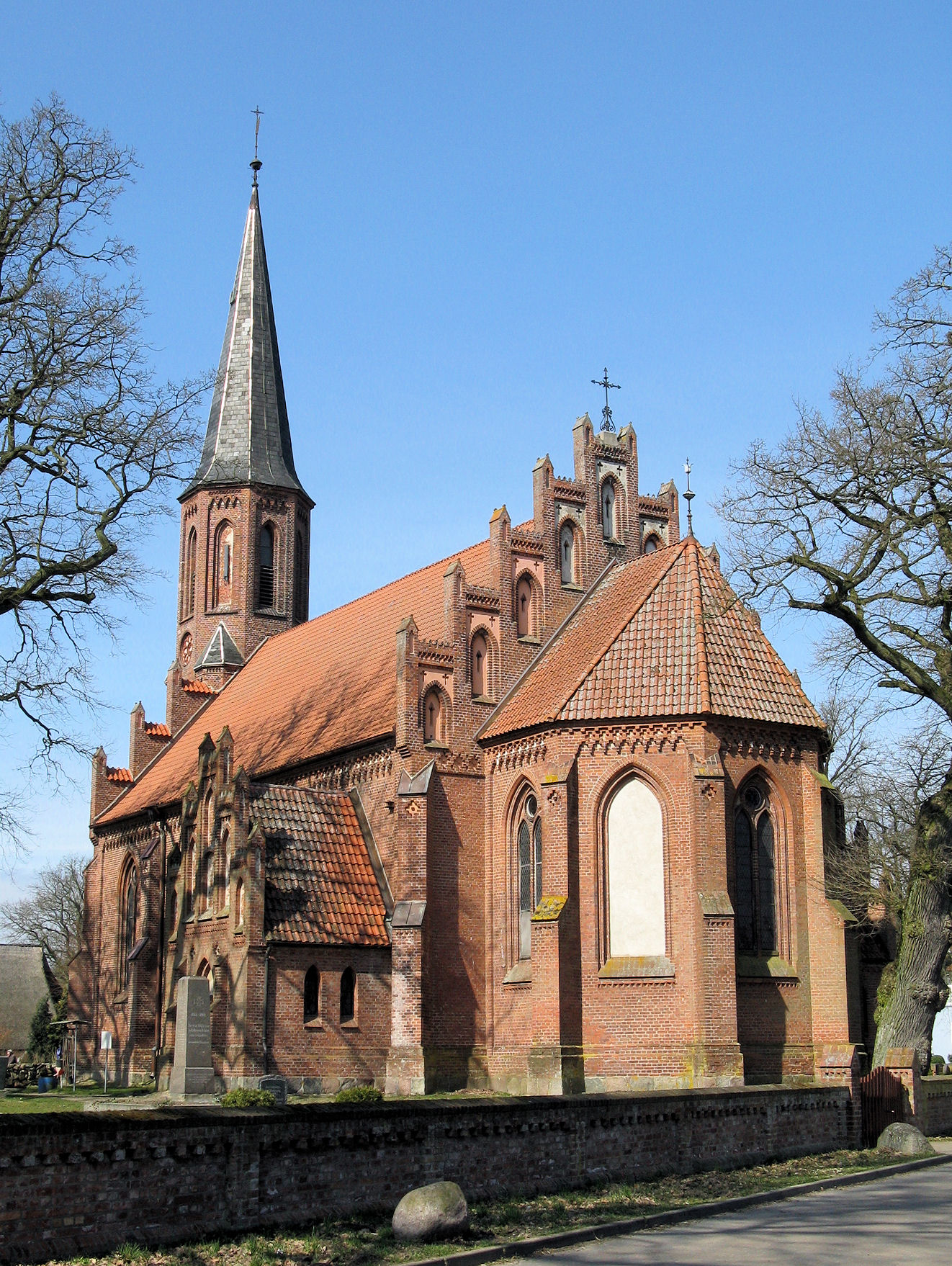
Ansicht der Kirche von Südosten

Die Dorfkirche in Banzkow, einer Gemeinde im Landkreis Ludwigslust-Parchim in Mecklenburg-Vorpommern, ist ein neugotischer Backsteinbau. Sie ist eine Kirche der evangelisch-lutherischen Kirchengemeinde Plate in der Propstei Wismar, die zum Kirchenkreis Mecklenburg der Evangelisch-Lutherischen Kirche in Norddeutschland gehört.

## Geschichte
Banzkwow hatte vermutlich schon in der ersten Hälfte des 13. Jahrhunderts eine eigene Kirche, die dem Kloster Zarrentin unterstand. Aus dieser Zeit stammt eine romanische Sitzmadonna. Nach der Reformation gehörten Dorf und Kirche zum „landesherrlichem Domanium Schwerin“. Die Banzkower Kirche war Filialkirche der Kirche in Plate.

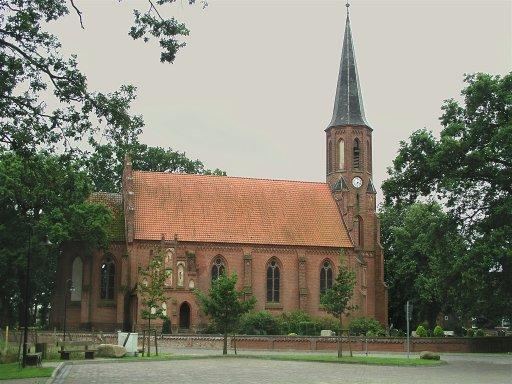
Ansicht von Norden

Die alte, hölzerne Dorfkirche von Banzkow wurde 1872 abgebrochen. An ihrer Stelle wurde nach Entwürfen des Architekten Theodor Krüger der heutige Kirchenbau errichtet und 1875 geweiht. Es handelt sich um eine Saalkirche mit vierjochigem Kirchenschiff und einer polygonalen Apsis. Der Ostgiebel zeigt Blendengliederung. Der dreigeschossige Westturm hat im Oberteil einen oktogonalen Aufsatz mit Spitzhelm.
Gegen Ende des Zweiten Weltkriegs fielen in der Nähe der Kirche Bomben, die die neugotischen Fenster zerstörten. Mangelnde Pflege in der DDR-Zeit führte dazu, dass die Kirche 2005 einsturzgefährdet war. Mit Unterstützung eines Fördervereins wird die Kirche seitdem saniert. Im Schatten der Kirche zu Banzkow auf dem Friedhof gibt es viele Grabstätten. Unmittelbar neben der Kirche hinter dem Chorraum befindet sich draußen ein Denkmal für die Gefallenen des I. Weltkrieges. Auf der Säule sind die Namen aufgelistet und weitere Hinweise angebracht.

## Ausstattung
Ein Altarbild von Clara Müller zeigt Christus in Gethsemane. Es kam 1902 aus Rostock in die Banzkower Kirche und ist eine Kopie eines Bildes von Karl Gottfried Pfannschmidt in der Serrahner Kirche.
Die Orgel wurde 1884 von dem Schweriner Orgelbauer Friedrich Friese III in einem neugotischen Gehäuse erbaut. Das Schleifladen-Instrument hat 6 Register auf einem Manual (C–c3: Principal 8′, Gedact 8′, Flöte 8′, Octave 4′, Rohrflöte 4′, Octave 2′). Das Pedal ist angehängt.
Aus der Ausstattung der 1870 abgerissenen Banzkower Kirche kam ein Vesperbild aus einer mecklenburgischen Werkstatt vom Ende des 15. Jahrhunderts zunächst in die großherzogliche Sammlung in Schwerin und wurde 1916 an den Kunsthistoriker Adolf Gottschewski in Hamburg veräußert. Sie wurde 1918 vom St. Annen Museum in Lübeck erworben und ist heute Bestandteil der Sammlung sakraler Kunst des Mittelalters dieses Museums.